# Girija Prasad Koirala
Girija Prasad Koirala (em nepali:  गिरिजाप्रसाद कोइराला; Saharsa, 4 de julho de 1924 – Catmandu, 20 de março de 2010),   conhecido também como G.P. Koirala e chamado carinhosamente de Girija Babu,  foi um político nepalês. Ele chefiou o Congresso Nepalês e serviu como Primeiro-Ministro do Nepal em quatro ocasiões: de 1991 a 1994, de 1998 a 1999, de 2000 a 2001 e de 2006 a 2008. Ele foi Chefe de Estado Interino do Nepal entre janeiro de 2007 e julho de 2008, quando o país passou de uma monarquia para uma república.
Koirala, que atuou na política por mais de sessenta anos, foi um pioneiro do movimento trabalhista nepalês, tendo iniciado o primeiro movimento político de trabalhadores em solo nepalês, conhecido como a greve da fábrica de juta de Biratnagar, em sua cidade natal, Biratnagar. Em 1991, ele se tornou o 1° primeiro-ministro democraticamente eleito no Nepal desde 1959, quando seu irmão B.P. Koirala e o Partido do Congresso Nepalês chegaram ao poder na primeira eleição democrática do país. Ele foi o líder político mais proeminente e importante do Nepal de 2001 a 2008.

## Biografia

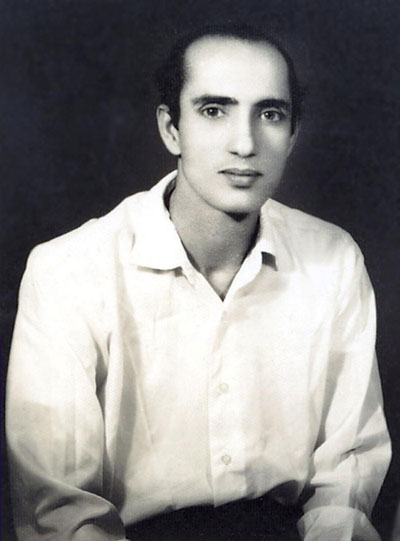
Girija Prasad Koirala em sua juventude

Koirala nasceu em Saharsa, Bihar, Raj Britânico, em 1924, em uma família brâmane das colinas.  Seu pai, Krishna Prasad Koirala, era um nepalês que vivia no exílio.  Em 1952, Koirala casou-se com Sushma Koirala, diretora da escola local para mulheres em Biratnagar.  Sua filha Sujata Koirala nasceu em 1953. Sushma morreu em uma explosão de fogão a querosene em 1967.  Ele, junto com sua filha Sujata, eram seguidores do líder espiritual indiano Sathya Sai Baba. 
Girija Prasad Koirala pertencia a uma das famílias políticas mais proeminentes do Nepal. Dois de seus irmãos foram primeiros-ministros: Matrika Prasad Koirala de 1951 a 1952 e de 1953 a 1955, e Bisheshwar Prasad Koirala de 1959 até o rei Mahendra assumir o governo em dezembro de 1960. Bisheshwar Prasad e Girija Prasad foram presos e enviados para a prisão. Juntamente com outros líderes do Partido do Congresso Nepalês (NCP), Girija Prasad exilou-se após a sua libertação em 1967 e só regressou ao Nepal em 1979. 

## Carreira política
Koirala envolveu-se na política em 1947, liderando a greve da fábrica de juta de Biratnagar.  Em 1948, Koirala fundou o Congresso Mazdoor do Nepal, mais tarde conhecido como Congresso Sindical Independente do Nepal . Mais tarde, em 1952, ele se tornou o presidente do Congresso Nepalês do Distrito de Morang e ocupou esse cargo até ser preso e encarcerado pelo Rei Mahendra após o golpe real de 1960.   Após a sua libertação em 1967, Koirala, juntamente com outros líderes e trabalhadores do partido, foi exilado para a Índia  até ao seu regresso ao Nepal em 1979. Koirala foi Secretário-Geral do Partido do Congresso Nepalês de 1975 a 1991.  Koirala esteve ativamente envolvido na Revolução Nepalesa de 1990, que levou à revogação do governo Panchayat e à introdução da política multipartidária no país.

### Primeiro mandato
Na primeira eleição democrática multipartidária do Nepal, em 1991, Koirala foi eleito membro do parlamento pelos círculos eleitorais Morang-1 e Sunsari-5. O Congresso Nepalês conquistou 110 das 205 cadeiras na Pratinidhi Sabha (Câmara dos Representantes), a câmara baixa do parlamento. Ele foi posteriormente eleito líder do partido parlamentar do Congresso Nepalês e foi nomeado primeiro-ministro pelo Rei Birendra. 
Durante seu primeiro mandato, a Câmara dos Representantes promulgou legislação para liberalizar os setores de educação, mídia e saúde no país. O governo também fundou a Universidade Purbanchal e o Instituto B.P. Koirala de Ciências da Saúde (BPKIHS) na Região de Desenvolvimento Oriental e concedeu licenças ao setor privado para administrar faculdades de medicina e engenharia em várias partes do país. O governo também empreendeu a construção do Hospital Memorial do Câncer B.P. Koirala em Bharatpur, Nepal, com assistência do governo da China. 
Em novembro de 1994, ele pediu a dissolução do parlamento e eleições gerais após uma derrota processual no plenário da Câmara, quando 36 membros do parlamento (MPs) de seu partido se opuseram a um voto de confiança patrocinado pelo governo. Isto levou à chegada ao poder da coligação liderada pelo Partido Comunista do Nepal (Marxista-Leninista Unificado) nas eleições que se seguiram. 

### Segundo e terceiro mandato
Koirala assumiu como primeiro-ministro no lugar de Surya Bahadur Thapa após o colapso do governo de coalizão liderado por Thapa. Koirala inicialmente liderou um governo minoritário do Congresso Nepalês até 25 de dezembro de 1998, depois liderou um governo de coalizão de três partidos com o Partido Comunista do Nepal (UML) e o Partido Sadbhawana do Nepal. 

### Quarto mandato

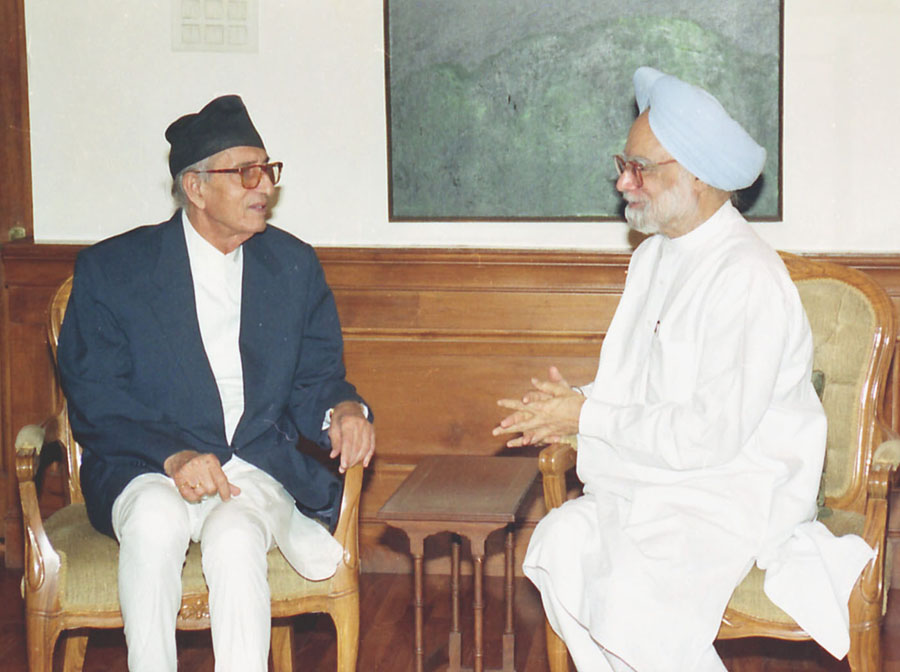
Koirala recebe o Primeiro-Ministro Indiano Dr. Manmohan Singh em Nova Deli em 29 de junho de 2004

Koirala se tornou primeiro-ministro em 2000 para seu terceiro mandato após a renúncia de Krishna Prasad Bhattarai, sob cuja liderança o Partido do Congresso Nepalês venceu as eleições parlamentares. O partido venceu alegando que Krishna Prasad Bhattarai seria o primeiro-ministro, mas Koirala liderou um grupo de parlamentares dissidentes e forçou Bhattarai a renunciar ou enfrentar uma moção de censura. Naquela época, o Nepal estava travando uma guerra civil contra o Partido Comunista do Nepal (Maoísta). Koirala demitiu-se em Julho de 2001,  após o que os militares foram mobilizados pela primeira vez na guerra civil, algo que Koirala tentou fazer sem sucesso enquanto estava no cargo. Ele foi substituído pelo ex-primeiro-ministro Sher Bahadur Deuba, que foi eleito pela maioria dos membros do Nepal. 

### Quinto mandato
Após a Revolução Nepalesa de 2006 e a reintegração da Câmara dos Representantes do Nepal, Pratinidhi Sabha, em 24 de abril de 2006, Koirala foi selecionado para se tornar primeiro-ministro pelos líderes da Aliança dos Sete Partidos. A Câmara dos Representantes restabelecida aprovou leis para retirar os poderes do Rei e colocar o Exército sob controle civil. Após a promulgação da constituição provisória, Koirala, como primeiro-ministro, tornou-se chefe de estado interino do Nepal. 

### Governo interino
Em 1º de abril de 2007, Koirala foi reeleito primeiro-ministro para chefiar um novo governo composto pelo SPA e pelo CPN (maoísta). Após a eleição da Assembleia Constituinte de abril de 2008, a Assembleia Constituinte votou para declarar o Nepal uma república em 28 de maio de 2008. Koirala, falando à Assembleia Constituinte pouco antes da votação, disse que “temos agora uma grande responsabilidade”; disse que o Nepal estava a entrar numa “nova era” e que “o sonho da nação se tornou realidade”. 
Nas discussões sobre a partilha do poder que se seguiram à declaração de uma república, o Congresso Nepalês propôs que Koirala se tornasse o primeiro Presidente do Nepal; no entanto, o PCN (Maoísta), que emergiu como o partido mais forte nas eleições para a Assembleia Constituinte, opôs-se a isto. 
Numa reunião da Assembleia Constituinte em 26 de Junho de 2008, Koirala anunciou a sua demissão, embora esta não fosse finalizada até depois da eleição de um presidente, a quem a demissão teria de ser submetida. 
Koirala esteve presente na tomada de posse de Ram Baran Yadav, o primeiro presidente do Nepal, em 23 de julho de 2008.  Ele apresentou sua renúncia a Yadav mais tarde no mesmo dia.  O presidente do CPN(M), Pushpa Kamal Dahal (Prachanda) foi eleito pela Assembleia Constituinte para suceder Koirala em 15 de agosto de 2008; Koirala felicitou Prachanda nesta ocasião. 

### Atividade posterior
Perto do fim de sua vida, Koirala liderava uma frente democrática composta por partidos que apoiavam e promoviam princípios democráticos liberais e aspiravam ao estabelecimento de uma forma democrática de governança de longo prazo no Nepal. 
Koirala escreveu Convicções Simples: Minha Luta pela Paz e Democracia. 

## Morte

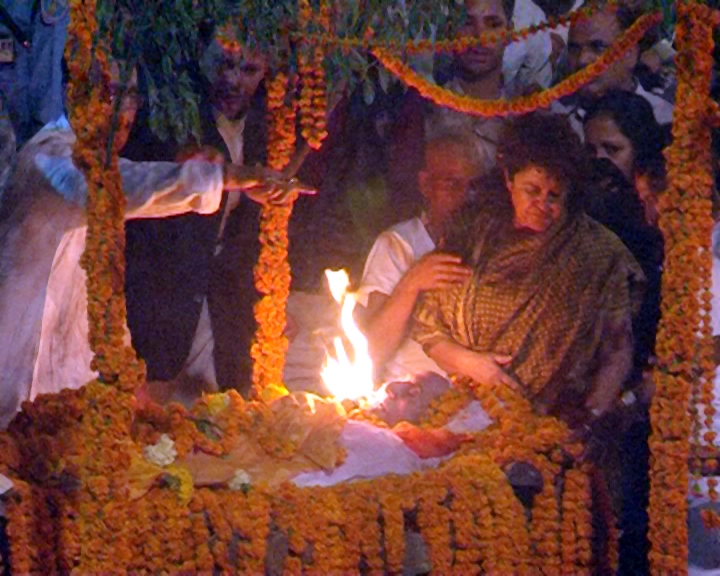
Sujata Koirala no funeral de Girija Prasad Koirala.

Koirala morreu na casa de sua filha em 20 de março de 2010, aos 85 anos, sofrendo de asma e doença pulmonar.  Seu funeral foi realizado no Templo de Pashupatinath em Catmandu em 21 de março.  Ao receber a notícia de sua morte, vários políticos divulgaram declarações de condolências. O Hindu descreveu-o como um “guardião nacional”.  O primeiro-ministro indiano, Manmohan Singh, divulgou uma declaração expressando suas condolências, dizendo que "Koirala foi um líder de massas e um estadista, cujo conhecimento e sabedoria guiaram a política do Nepal na direção certa em momentos críticos da história do país",  enquanto Ban Ki-moon, Secretário-Geral das Nações Unidas, disse que "Koirala lutou destemidamente e com considerável sacrifício pessoal pela justiça e pelos direitos democráticos em seu país"  e o político maoísta Baburam Bhattarai disse que "Koirala fará muita falta, especialmente agora que o país está se aproximando do fim do processo de paz que ele facilitou". 

## Prêmios
Em 2015, ele foi condecorado postumamente com o Nepal Ratna Man Padavi, a maior honraria concedida a um cidadão nepalês pelo Governo do Nepal. 
- Bangladesh: Honra da Guerra de Libertação de Bangladesh